# Humberto Saavedra
Humberto Saavedra (Bolívia, 1923. augusztus 3. – ?) bolíviai válogatott labdarúgó.
A bolíviai válogatott tagjaként részt vett az 1950-es világbajnokságon.